# Союз-27
«Союз-27» — советский пилотируемый космический корабль.

## Параметры полёта
- Масса аппарата — 6,8 т.
- Наклонение орбиты — 51,65°.
- Период обращения — 88,73 мин.
- Перигей — 199(333,9) км.
- Апогей — 254(370,4) км.

## Экипаж старта
- Командир корабля — Джанибеков, Владимир Александрович (1)
- Бортинженер корабля — Макаров, Олег Григорьевич (3)

## Дублирующий экипаж
- Командир корабля — Ковалёнок, Владимир Васильевич
- Бортинженер корабля — Иванченков, Александр Сергеевич

## Экипаж при приземлении
- Командир корабля — Романенко, Юрий Викторович
- Бортинженер корабля — Гречко, Георгий Михайлович

## Описание полёта
Первая экспедиция посещения орбитальной научной станции «Салют-6». В это время на станции «Салют-6» работал первый долговременный экипаж: Юрий Романенко и Георгий Гречко. Впервые долговременный экипаж орбитальной станции принимает посетителей в космосе.
Впервые два пилотируемых корабля одновременно пристыкованы к орбитальной станции. После неудачной стыковки корабля «Союз-25» возникли сомнения в исправности переднего стыковочного узла станции. Однако стыковка к переднему стыковочному узлу станции «Салют-6» корабля «Союз-27» прошла успешно, что подтвердило исправность этого стыковочного узла.
Четверо космонавтов проводили успешные научные и технологические эксперименты в течение пяти дней. Космонавты Владимир Джанибеков и Олег Макаров вернулись на Землю на корабле «Союз-26». Корабль «Союз-27» остался пристыкованным к станции, на нём на Землю вернулись космонавты Юрий Романенко и Георгий Гречко 16 марта 1978 года в 11:19 UTC.
В данный момент посадочная капсула «Союз-27» находится на экспозиции в Житомирском музее космонавтики им. С. П. Королева